# Kreis Gerdauen
Der Kreis Gerdauen war ein Landkreis in Ostpreußen, der in der Zeit von 1818 bis 1945 bestand.

## Verwaltungsgeschichte

### Königreich Preußen
Der größte Teil des Gebiets des späteren Kreises Gerdauen gehörte seit der ostpreußischen Kreisreform von 1752 zum alten Kreis Rastenburg.
Im Rahmen der preußischen Verwaltungsreformen ergab sich mit der „Verordnung wegen verbesserter Einrichtung der Provinzialbehörden“ vom 30. April 1815 die Notwendigkeit einer umfassenden Kreisreform in ganz Ostpreußen, da sich die 1752 eingerichteten Kreise als unzweckmäßig und zu groß erwiesen hatten. Zum 1. Februar 1818 wurde im Regierungsbezirk Königsberg der preußischen Provinz Ostpreußen der neue Kreis Gerdauen eingerichtet. Er umfasste zunächst die Kirchspiele Assaunen, Barten, Drengfurth, Gerdauen, Groß Karpowen (ein Teil des Kirchspiels gehörte zum Kreis Darkehmen), Laggarben, Löwenstein, Molthainen, 1938–1945: Molteinen, Momehnen, Muldszen, Nordenburg und Groß Wolfsdorf.
Das Landratsamt war in Gerdauen.

Der Kreis Gerdauen in den Grenzen von 1819 bis 1945

Am 1. April 1819 wurden die Kreisgrenzen noch einmal korrigiert. Die Kirchspiele Barten, Drengfurth und Groß Wolfsdorf wechselten aus dem Kreis Gerdauen in den Kreis Rastenburg und die Kirchspiele Friedenberg sowie Groß Schönau wechselten aus dem Kreis Friedland in den Kreis Gerdauen.
Seit dem 3. Dezember 1829 gehörte der Kreis – nach dem Zusammenschluss der Provinzen Preußen und Westpreußen – zur neuen Provinz Preußen mit dem Sitz in Königsberg i. Pr.

### Norddeutscher Bund und Deutsches Reich
Seit dem 1. Juli 1867 gehörte der Kreis zum Norddeutschen Bund und ab dem 1. Januar 1871 zum Deutschen Reich. Nach der Teilung der Provinz Preußen in die Provinzen Ostpreußen und Westpreußen wurde der Kreis Gerdauen am 1. April 1878 Bestandteil Ostpreußens.
Zum 30. September 1928 fand im Kreis Gerdauen entsprechend der Entwicklung im übrigen Preußen eine Gebietsreform statt, bei der alle Gutsbezirke aufgelöst und benachbarten Landgemeinden zugeteilt wurden. Um 1930 hatte der Kreis Gerdauen bei einer Gesamtfläche von 846 km² rund 35.500 Einwohner.

### Unter polnischer und sowjetischer Verwaltung
Ab dem 23. Januar 1945 wurde das Kreisgebiet durch die Rote Armee besetzt, als sowjetische Streitkräfte erstmals bis Astrawischken vorstoßen konnten. Bereits am Folgetag war der komplette Nordteil des Kreises mit Ausnahme des Ortes Schneiderin unter Kontrolle der sowjetischen Truppen. Nach der Besetzung von Nordenburg am 25. Januar 1945 und von Gerdauen am 27. Januar 1945 fielen am 28. Januar 1945 auch die letzten Orte des Kreises an die Rote Armee. Im Sommer 1945 wurde das Kreisgebiet zunächst von der sowjetischen Besatzungsmacht unter polnische Verwaltung gestellt.
Im Spätsommer bzw. Frühherbst des Jahres 1945 verschob die Sowjetunion die Grenze ihrer Besatzungszone bis zu 12 Kilometer in Richtung Süden, so dass der größere Nordteil des Kreises einschließlich der Kreisstadt Gerdauen Teil der sowjetischen Besatzungszone wurde. Die bereits zugewanderten polnischen Neusiedler sowie die polnische Zivilverwaltung wurden kurzfristig aus dem nunmehr sowjetisch verwalteten Nordteil wieder ausgewiesen. Der kleinere Südteil des Kreises verblieb unter polnischer Verwaltung. Die ansässige deutsche Bevölkerung wurde, sofern sie nicht bereits geflüchtet war, in der Folge aus dem gesamten früheren Kreisgebiet vertrieben.

## Einwohnerentwicklung
| Jahr | Einwohner | Quelle |
| ---- | --------- | ------ |
| 1818 | 27.650    | [ 6 ]  |
| 1846 | 32.211    | [ 7 ]  |
| 1871 | 38.230    | [ 8 ]  |
| 1890 | 35.151    | [ 9 ]  |
| 1900 | 33.090    | [ 9 ]  |
| 1910 | 33.947    | [ 9 ]  |
| 1925 | 35.558    | [ 9 ]  |
| 1933 | 35.407    | [ 9 ]  |
| 1939 | 34.664    | [ 9 ]  |

## Politik

### Landräte
- 1818–183300Dengel
- 1835–184900von Heyking

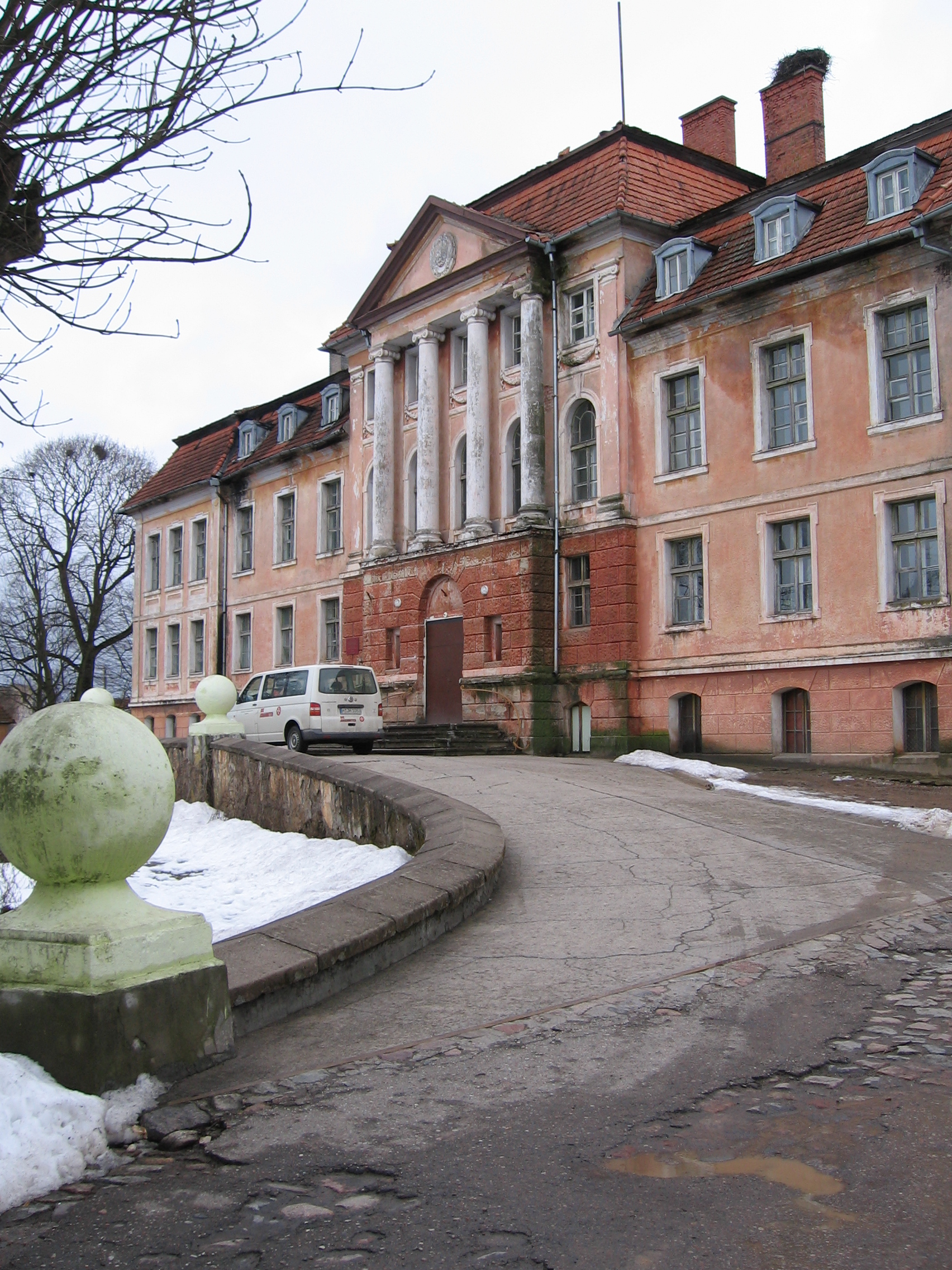
Früheres Landratsamt, erbaut 1905 (2009)

- 18500000000Friedrich Wilhelm Theodor Dieckmann (kommissarisch)
- 1851–185200Christian von Arnim (1800–1852)
- 1853–185900Gustav von Wrangel (1807–1859)
- 1860–186300Leonhard Carl Ludwig Felix von Klinckowström (1818–1868)
- 1864–187400Richard von Below (1833–1875)
- 1874–188400Friedrich Otto Hermann von Wolffgramm (1836–1895)
- 1884–188700Hugo Elbertzhagen[10]
- 1887–190100Clemens von Klinckowstroem (1846–1902)
- 1902–192200Julius von Braun (1868–1931)
- 1923–192800Friedrich Seemann (1875–1960)
- 1928–193300Werner Lufft (1898–1984) (SPD)
- 1933–193500Erich Knoepfler (* 1891)
- 1936–193900Wilhelm Casper
- 1939–194400Friedrich Wever (gemeinsam mit Kreis Bartenstein (Ostpr.))

### Wahlen
Im Deutschen Kaiserreich bildete der Kreis Gerdauen zusammen mit den Kreisen Friedland und Rastenburg den Reichstagswahlkreis Königsberg 10.

### Kommunalverfassung
Der Kreis Gerdauen gliederte sich in Städte, in Landgemeinden und – bis zu deren Wegfall – in selbstständige Gutsbezirke. Mit Einführung des preußischen Gemeindeverfassungsgesetzes vom 15. Dezember 1933 gab es ab dem 1. Januar 1934 eine einheitliche Kommunalverfassung für alle Gemeinden. Mit Einführung der Deutschen Gemeindeordnung vom 30. Januar 1935 trat zum 1. April 1935 die im Deutschen Reich gültige Kommunalverfassung in Kraft, wonach die bisherigen Landgemeinden nun als Gemeinden bezeichnet wurden. Diese waren in Amtsbezirken zusammengefasst. Eine neue Kreisverfassung wurde nicht mehr geschaffen; es galt weiterhin die Kreisordnung für die Provinzen Ost- und Westpreußen, Brandenburg, Pommern, Schlesien und Sachsen vom 19. März 1881.

## Städte und Gemeinden

### Verwaltungsgliederung 1945
Der Kreis Gerdauen setzte sich Anfang 1945 aus 71 Gemeinden, darunter die Städte Gerdauen und Nordenburg, zusammen:
| Amtsbezirke & Gemeinden                                        | Bevölkerung (1939) | Bemerkung                                                             | heute zu |
| Stadt Gerdauen                                                 |                    |                                                                       |          |
| 1. Gerdauen, Stadt                                             | 5.118              |                                                                       | RUS      |
| Stadt Nordenburg                                               |                    |                                                                       |          |
| 1. Nordenburg Stadt                                            | 3.173              |                                                                       | RUS      |
| Amtsbezirk Altendorf (bis 1930 Wandlacken)                     |                    |                                                                       |          |
| 1. Altendorf                                                   | 718                |                                                                       | RUS      |
| 2. Klinthenen                                                  | 287                |                                                                       | RUS      |
| 3. Prätlack                                                    | 175                |                                                                       | RUS      |
| 4. Schiffus                                                    | 247                |                                                                       | PL       |
| 5. Wandlacken                                                  | 562                |                                                                       | RUS      |
| Amtsbezirk Assaunen (bis 1932 Korklack)                        |                    |                                                                       |          |
| 1. Assaunen                                                    | 493                |                                                                       | PL       |
| Amtsbezirk Astrau (bis 1938 Astrawischken)                     |                    |                                                                       |          |
| 1. Astrau                                                      | 393                | 16. Juli 1938 umbenannt, davor Astrawischken                          | RUS      |
| 2. Bokellen                                                    | 379                |                                                                       | RUS      |
| Amtsbezirk Birkenfeld                                          |                    |                                                                       |          |
| 1. Birkenfeld                                                  | 539                |                                                                       | PL       |
| 2. Bruchort                                                    | 67                 | 16. Juli 1938 umbenannt, davor Sawadden                               | RUS      |
| Amtsbezirk Dietrichsdorf (bis 1931 Woninkeim)                  |                    |                                                                       |          |
| 1. Dietrichsdorf                                               | 280                |                                                                       | PL       |
| 2. Gerkiehnen                                                  | 195                |                                                                       | PL       |
| 3. Schmodehnen                                                 | 217                |                                                                       | PL       |
| Amtsbezirk Georgenhain (bis 1938 Barraginn)                    |                    |                                                                       |          |
| 1. Ebenau (Ostpr.)                                             | 236                | 16. Juli 1938 umbenannt, davor Wolla                                  | RUS      |
| 2. Georgenhain                                                 | 444                | 16. Juli 1938 umbenannt, davor Barraginn                              | RUS      |
| Amtsbezirk Gnie (bis 1931 Klein Gnie)                          |                    |                                                                       |          |
| 1. Groß Gnie                                                   | 570                |                                                                       | RUS      |
| 2. Kleingnie                                                   | 1.015              | Klein Gnie                                                            | RUS      |
| Amtsbezirk Großblankenfelde (bis 1938 Bajohren)                |                    |                                                                       |          |
| 1. Großblankenfelde                                            | 325                | 16. Juli 1938 umbenannt, davor Groß Bajohren                          | PL       |
| 2. Kleinblankenfelde                                           | 209                | 16. Juli 1938 umbenannt, davor Klein Bajohren                         | PL       |
| 3. Löcknick                                                    | 331                |                                                                       | PL       |
| Amtsbezirk Hochlindenberg                                      |                    |                                                                       |          |
| 1. Ellernbruch                                                 | 270                |                                                                       | RUS      |
| 2. Hochlindenberg                                              | 274                |                                                                       | RUS      |
| 3. Lieskendorf                                                 | 238                |                                                                       | RUS      |
| Amtsbezirk Ilmenhorst                                          |                    |                                                                       |          |
| 1. Ilmenhorst                                                  | 526                | 16. Juli 1938 umbenannt, davor Abelischken                            | RUS      |
| Amtsbezirk Kröligkeim (bis 1931 Sillginnen)                    |                    |                                                                       |          |
| 1. Kröligkeim                                                  | 808                |                                                                       | PL       |
| Amtsbezirk Kurkenfeld                                          |                    |                                                                       |          |
| 1. Kurkenfeld                                                  | 406                |                                                                       | RUS      |
| 2. Waldburg                                                    | 534                |                                                                       | RUS      |
| Amtsbezirk Laggarben                                           |                    |                                                                       |          |
| 1. Laggarben                                                   | 434                |                                                                       | PL       |
| 2. Löwenstein                                                  | 588                |                                                                       | PL       |
| Amtsbezirk Lindenau                                            |                    |                                                                       |          |
| 1. Groß Schönau                                                | 387                |                                                                       | RUS      |
| 2. Kaydann                                                     | 217                |                                                                       | RUS      |
| 3. Lindenau                                                    | 426                |                                                                       | PL       |
| Amtsbezirk Molthainen, ab 1938: Molteinen (bis 1933 Arklitten) |                    |                                                                       |          |
| 1. Bieberstein                                                 | 324                |                                                                       | PL       |
| 2. Molthainen (Molteinen)                                      | 672                |                                                                       | PL       |
| Amtsbezirk Momehnen                                            |                    |                                                                       |          |
| 1. Arnsdorf                                                    | 395                |                                                                       | RUS      |
| 2. Momehnen                                                    | 545                |                                                                       | PL       |
| 3. Schellenberg                                                | 239                |                                                                       | RUS      |
| Amtsbezirk Mulden (bis 1938 Muldschen / Muldszen)              |                    |                                                                       |          |
| 1. Groß Potauern                                               | 205                |                                                                       | RUS      |
| 2. Ilmsdorf                                                    | 322                |                                                                       | RUS      |
| 3. Kiehlendorf                                                 | 181                |                                                                       | RUS      |
| 4. Mulden (Kreis Gerdauen)                                     | 894                | 16. Juli 1938 umbenannt, davor Muldschen / Muldszen                   | RUS      |
| 5. Odertal (Ostpr.)                                            | 145                | 16. Juli 1938 umbenannt, davor Juganeusaß                             | RUS      |
| 6. Petrineusaß                                                 | 139                |                                                                       | RUS      |
| 7. Schönlinde                                                  | 488                | mit den Ortsteilen Jodeglienen / Wiedenau und Budwischken / Oberndorf | RUS      |
| 8. Werschen                                                    | 191                | mit dem Ortsteil Sokallen                                             | RUS      |
| Amtsbezirk Neuendorf                                           |                    |                                                                       |          |
| 1. Neuendorf                                                   | 496                |                                                                       | RUS      |
| Amtsbezirk Pentlack (bis 1934 Groß Pentlack)                   |                    |                                                                       |          |
| 1. Pentlack                                                    | 370                |                                                                       | RUS      |
| Amtsbezirk Plagbuden (bis 1933 Abellienen)                     |                    |                                                                       |          |
| 1. Plagbuden                                                   | 297                |                                                                       | RUS      |
| 2. Polleiken                                                   | 233                |                                                                       | RUS      |
| Amtsbezirk Posegnick (bis 1932 Kanoten)                        |                    |                                                                       |          |
| 1. Posegnick                                                   | 663                |                                                                       | RUS      |
| Amtsbezirk Reuschenfeld (bis 1930 Raudischken)                 |                    |                                                                       |          |
| 1. Raudingen                                                   | 430                | 16. Juli 1938 umbenannt, davor Raudischken                            | PL       |
| 2. Reuschenfeld                                                | 718                |                                                                       | PL       |
| Amtsbezirk Schakenhof                                          |                    |                                                                       |          |
| 1. Friedenberg                                                 | 383                |                                                                       | RUS      |
| 2. Rädtkeim                                                    | 379                |                                                                       | RUS      |
| 3. Schakenhof                                                  | 677                |                                                                       | RUS      |
| Amtsbezirk Schneiderin (bis 1934 Mauenwalde)                   |                    |                                                                       |          |
| 1. Mauenfelde                                                  | 216                |                                                                       | RUS      |
| 2. Melchersdorf                                                | 94                 |                                                                       | RUS      |
| 3. Schneiderin                                                 | 285                |                                                                       | RUS      |
| Amtsbezirk Skandau                                             |                    |                                                                       |          |
| 1. Skandau                                                     | 502                |                                                                       | PL       |
| Amtsbezirk Sobrost                                             |                    |                                                                       |          |
| 1. Dreimühl                                                    | 290                | 16. Juli 1938 umbenannt, davor Klonofken                              | RUS      |
| 2. Neusobrost (Ostpr.)                                         | 534                | 16. Juli 1938 umbenannt, davor Popowken                               | RUS      |
| 3. Sobrost                                                     | 296                |                                                                       | RUS      |
| Amtsbezirk Trausen                                             |                    |                                                                       |          |
| 1. Adamswalde                                                  | 205                |                                                                       | RUS      |
| 2. Friedrichswalde                                             | 440                |                                                                       | RUS      |
| 3. Grünheim                                                    | 225                |                                                                       | RUS      |
| 4. Peißnick                                                    | 226                |                                                                       | RUS      |
| 5. Trausen                                                     | 258                |                                                                       | RUS      |
| Amtsbezirk Wesselau (bis 1938 Wesselowen)                      |                    |                                                                       |          |
| 1. Wesselau                                                    | 459                | 16. Juli 1938 umbenannt, davor Wesselowen                             | RUS      |
| Amtsbezirk Willkamm                                            |                    |                                                                       |          |
| 1. Willkamm                                                    | 515                |                                                                       | PL       |

### Vor 1945 aufgelöste Gemeinden
- Adlig Neuendorf, 1890 zu Neuendorf
- Adlig Schmodehnen, 1893 zu Schmodehnen
- Agonken, am 30. September 1928 zu Klonofken
- Annawalde, am 30. September 1928 zu Groß Gnie
- Budwischken, am 30. September 1928 zu Schönlinde
- Christophsdorf, 1897 zum Gutsbezirk Klein Gnie
- Doyen, am 30. September 1928 zu Posegnick
- Ernstwalde, 1894 zu Klein Karpowen
- Escherwalde, am 30. September 1928 zu Muldszen
- Friedrichsfelde, 1897 zum Gutsbezirk Groß Gnie
- Gomischken, am 30. September 1928 zu Muldszen
- Gräbenswalde, 1893 zu Groß Potauern
- Groß Astrawischken, am 30. September 1928 zu Astrawischken
- Groß Dwillin, 1897 zum Gutsbezirk Klein Gnie
- Groß Sobrost, am 30. September 1928 zu Sobrost
- Groß Szemblonen, am 30. September 1928 zu Muldszen
- Hedwigsfelde, am 30. September 1928 zu Wessolowen
- Jodeglienen, am 30. September 1928 zu Schönlinde
- Kiauken, am 30. September 1928 zu Muldszen
- Klein Karpowen, am 30. September 1928 zu Waldburg
- Klein Pentlack, am 30. September 1928 zu Pentlack
- Klein Polleyken, am 30. September 1928 zu Polleycken
- Klein Potauern, am 30. September 1928 zu Bokellen
- Klein Schellenberg, am 30. September 1928 zu Schellenberg
- Klein Sobrost, am 1. Mai 1928 zu Popowken
- Klein Szemblonen, am 24. September 1912 zum Gutsbezirk Nubertshöfen
- Köllmisch Schmodehnen, 1893 zu Schmodehnen
- Langenfeld, 1897 zum Gutsbezirk Sechserben
- Lönkendorf, am 30. September 1928 zu Groß Gnie
- Looskeim, am 30. September 1928 zu Momehnen
- Mamlack, 1894 zum Gutsbezirk Laggarben
- Miggenthal, 1893 zu Schneiderin
- Mulk, am 30. September 1928 zu Wessolowen
- Petrehlen, 1894 zum Gutsbezirk Trenkensruh
- Rosenberg, am 30. September 1928 zu Schakenhof
- Schönefeld, am 30. September 1928 zu Kurkenfeld
- Sokallen, am 21. März 1928 zu Werschen
- Sutzken, am 30. September 1928 zu Raudischken

## Ortsnamen
1938 fanden im Kreis Gerdauen, wie in ganz Ostpreußen, umfangreiche Änderungen von Ortsnamen statt. Dies waren lautliche Angleichungen, Eindeutschungen oder freie Erfindungen (in Klammern die heutigen Namen). Neben den oben genannten Orten sind dies ferner:
- Agonken → Altsiedel (Kotschubejewo/RUS)
- Bajohrental → Blankental (Bajorki/PL)
- Bajohrenwalde → Blankenwalde (Bajorski Gaj/PL)
- Bawien → Bauden (Nikitino/RUS)
- Budwischken → Oberndorf (Linjowo/RUS)
- Doyen → Dugen (Duje/PL)
- Groß Bajohren → Großblankenfelde (Bajory Wielkie/PL)
- Klein Bajohren → Kleinblankenfelde (Bajory Małe/PL)
- Klonofken → Dreimühl (Panfilowo/RUS)
- Molthainen → Molteinen (Mołtajny/PL)
- Oschkin → Oschern (Korolenkowo/RUS)
- Plikow → Plickau (Schewzowo/RUS)
- Raudischken → Raudingen (Rudziszki/PL)
- Sutzken → Sutzen (Suczki/PL)
- Wolla → Ebenau (Wolnoje/RUS)

*) = Das Kürzel PL weist auf die heutige Lage in Polen, RUS in Russland, hin

## Persönlichkeiten

### Gutsbesitzer
- Richard von Below (1833–1875), Landrat in Gerdauen, 1865–1874, Gutsbesitzer aus Lugowen
- Johann August Marschall von Bieberstein († 1736), polnischer Kammerherr und preußischer Diplomat, Gutsbesitzer von Gnie und Wandlacken
- Stanislaus von Dönhoff (1862–1929), preußischer Kammerherr und Gutsbesitzer in Skandau
- Leonhard Carl Ludwig Felix von Klinckowström (1818–1868), preußischer Landrat in Gerdauen, 1860–1863, Gutsbesitzer in Korklack
- Luise Katharina von Rautter (1650–1703), Gutsbesitzerin und Wasserbau-Unternehmerin aus Willkamm
- Max von Romberg (1824–1904), preußischer Staatsmann und Gutsbesitzer in Schloss Gerdauen

### Hofbeamte und Staatsdiener
- Joachim von Braun (1905–1974), Jurist aus Gerdauen (Cousin von Wernher von Braun)
- Theodor Gottlieb von Hippel (1775–1843), preußischer Staatsmann und Reformer aus Gerdauen
- Franz Friedrich Laufer (1858–1937), preußischer Polizeipräsident und -reformer aus Gerdauen

### Kulturschaffende
- Friedrich Heitmann (1853–1921), Architekt, schuf ein Kreishaus und ein Krankenhaus in Gerdauen
- Theodor Gottlieb von Hippel (1741–1796), preußischer Staatsmann, Schriftsteller und Sozialkritiker der Aufklärung aus Gerdauen
- Erich von Lojewski (1909–1970), Journalist, Redakteur und Schriftsteller, wohnte 1937–1945 in Posegnick
- Wolf von Lojewski (* 1937), Journalist und Autor, wohnte als Kind 1937–1945 in Posegnick
- Horst de Marées (1896–1988), Maler, wohnte 1933–1939 in Braktin bei Schakenhof
- Ernst Schaumann (1862–1941), Maler aus Mally Park bei Groß Pentlack
- Willy Steputat (1868–1941), Schriftsteller, Jurist und Politiker (DKP) aus Bokellen
- Julius Stobbe (1879–1952), Architekt aus Gerdauen

### Militärs
- Albrecht Dietrich Gottfried von und zum Egloffstein (1720–1791), preußischer General und Gutsbesitzer in Arklitten
- Botho Engelien (* 1938), deutscher General der Bundeswehr aus Korklack
- August von Hülsen (1779–1858), preußischer General aus Arnsdorf
- Hans Jenisch (1913–1982), deutscher Marineoffizier aus Gerdauen
- Karl Friedrich von Klinckowström (1738–1816), preußischer General und Gutsbesitzer, starb in Korklack
- Carl Friedrich von Rautter (1698–1758), preußischer General und Gutsbesitzer in Aftinten und Blandau
- Niclas von Rautter (15. Jahrhundert), Ritter des Deutschen Ordens, Hauptmann zu Gerdauen, Gutsbesitzer von Willkamm
- Georg von Schlieben (15. Jahrhundert), Ritter des Deutschen Ordens und Gutsherr von Gerdauen und Nordenburg
- Friedrich Karl von Schlieben (1716–1791), preußischer General und Staatsmann aus Birkenfeld
- Johann Friedrich von Schlieben (1630–1696), preußischer General und Staatsmann aus Gerdauen

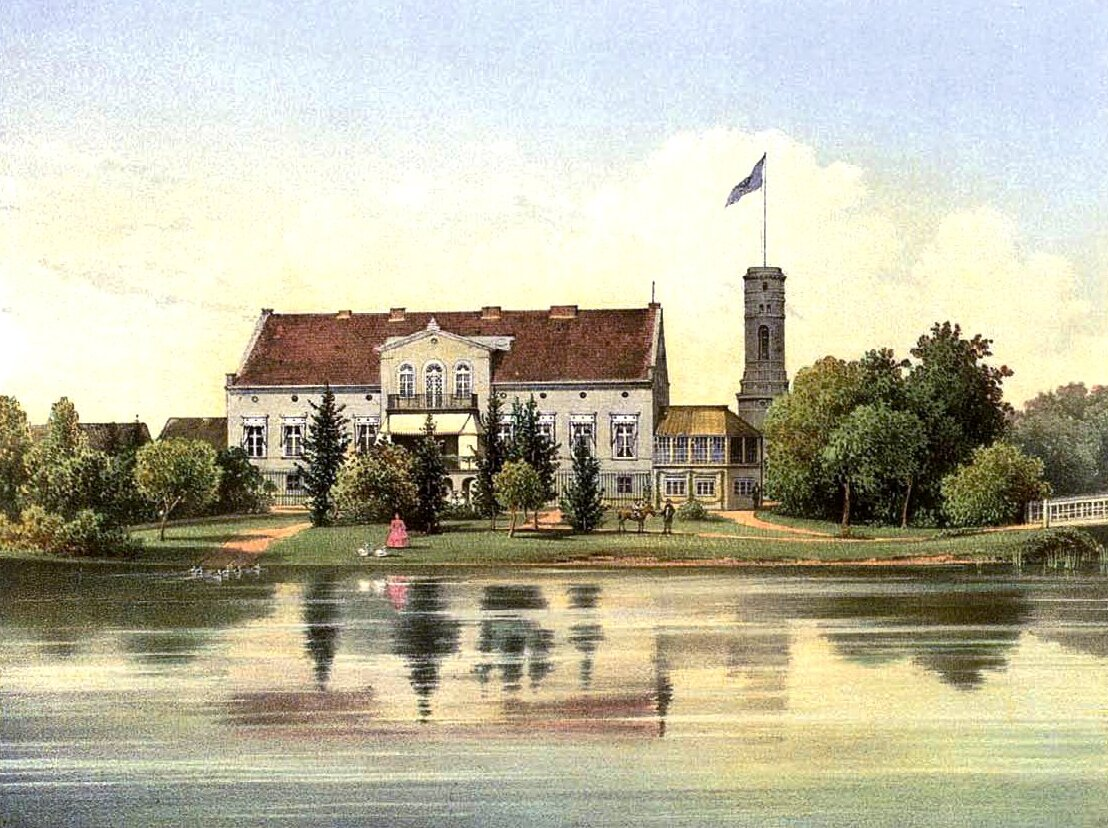
Rittergut Georgenfelde um 1860 (Sammlung Alexander Duncker)

### Politiker
- Julius von Braun (1868–1931), Politiker (DNVP) und preußischer Landrat in Gerdauen, 1902–1922, aus Annawalde
- Magnus Großjohann (1813–1867), Politiker und masurischer Pfarrer, Rektor in Gerdauen
- Hinrich Kuessner (* 1943), Politiker (SPD) aus Gerdauen
- Johannes Neumann (1817–1886), Politiker (NLP) und Gutsbesitzer in Posegnick
- Wilhelm Nieswandt (1898–1978), Politiker (SPD) und Unternehmer aus Kröligkeim
- Harry Poley (1916–2003), Finanzbeamter und Funktionär des Bundes der Vertriebenen und der Landsmannschaft Ostpreußen, wuchs bei Gerdauen auf
- Bernhard von Pressentin (1837–1914), Politiker (DKP) und Gutsherr aus Kanothen
- Heinrich Preuß (1886–1944), Politiker (KPD) und Gewerkschafter aus Mauenfelde
- Reinhold Rehs (1901–1971), Politiker (SPD & CDU) aus Klinthenen
- Karl von Saucken (1822–1871), Politiker (DFP) und Gutsbesitzer in Georgenfelde
- Willy Steinkopf (1885–1953), Politiker (SPD) und Postbeamter in Gerdauen
- Fritz Stolz (1889–1956), Politiker (NSDAP) aus Kiauken
- Gustav Thorun (1892–1939), Politiker (KPD) aus Mauenwalde

### Wissenschaftler
- Max Hagedorn (1852–1914), Arzt und Entomologe aus Rathsthal
- Elisabeth Löckenhoff (1929–1985), Kommunikationswissenschaftlerin aus Gerdauen
- Wolfgang Jurkat (1929–2017), Mathematiker aus Gerdauen
- Helmut Loebell (1894–1964), Mediziner aus Gerdauen
- Gustav Mehlhausen (1823–1913), Mediziner aus Gerdauen
- Carl Rehs (1867–1945), Imker und Autor („deutscher Bienenvater“), zwischenzeitlich Lehrer in Klinthenen
- Ferdinand Schur (1799–1878), Botaniker, Chemiker, und Fabrikant machte seine Apothekerlehre in Gerdauen